# Onosma stenolobum
Onosma stenolobum är en strävbladig växtart som beskrevs av Heinrich Carl Haussknecht och H. Riedl. Onosma stenolobum ingår i släktet Onosma och familjen strävbladiga växter. Inga underarter finns listade i Catalogue of Life.